# Louis Lybecker

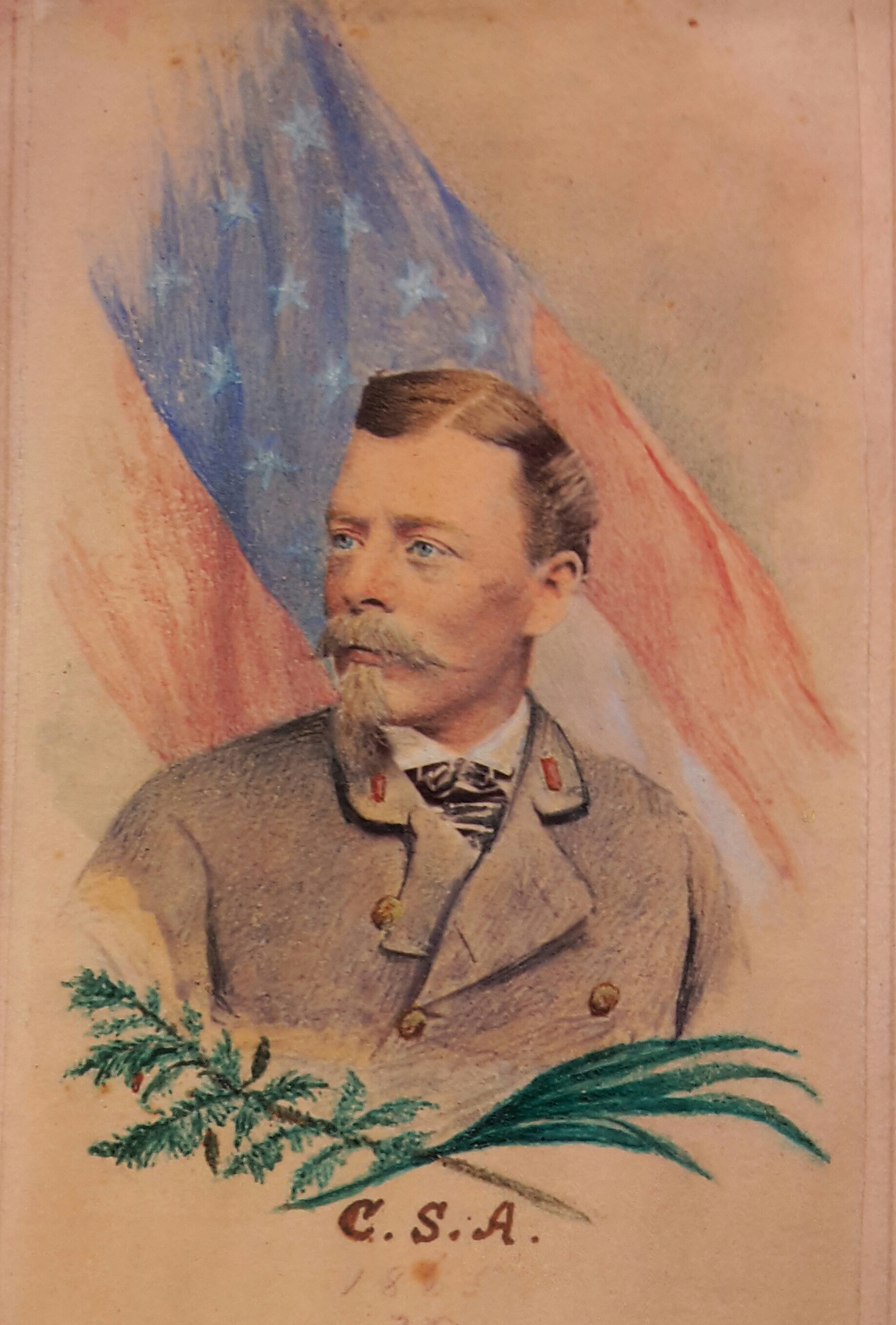
Louis Lybecker

Carl Ludvig Viktor Bleckert (Louis) Lybecker, född 30 juli 1826 på Österby i Vallby socken i Uppland, död 29 maj 1905 i Skederids socken, var en svensk friherre, militär, lantmätare och stationsinspektor.
Lybecker var son till majoren friherre Carl Fredrik Bleckert Lybecker (1793–1855) och Johanna Catharina Zettersten (1804–1844). Han blev korpral vid Corpsen av Kongliga Livregementets husarer 1833 och sergeant 1838. Som 13-åring inskrevs han som kadett på Karlbergs krigsakademi 1839. Han var samtidigt från 1842 kammarpage hos kronprinsessan Josefina. Han lämnade Karlberg troligen på grund av sjukdom 1846 och samtidigt bytte han yrkesbana. Han utbildade sig till lantmätare i Härnösand och efter lantmäteriexamen 1848 samma år tog han officiellt avsked från regementet. Han kom efter sin examen att tjänstgöra i Sundsvallstrakten. Från hans tid som lantmätare finns det flera dagboksanteckningar bevarade som kortfattat beskriver hans vardag. Efter att han fick ett arv efter sin mor företog han flera resor i Europa 1849–1850 och bodde tidvis i Antwerpen och Paris, han var under en period anställd på ett mäklarkontor i Antwerpen. Dessutom reste han till Egypten, Turkiet och flera länder i Mellanöstern. Han emigrerade till Nordamerika 1851 där han först arbetade som bland annat språk- och musiklärare i en flickskola i New York. Han flyttade efter några år vidare och arbetade som lärare även i Chicago och S:t Louis. Han var från januari 1861 svensk-norsk vicekonsul i S:t Louis men han avsade sig uppdraget tre månader senare då det amerikanska inbördeskriget brutit ut 1860. 
Därefter värvade han sig i oktober 1861 till sydstatsarmén och M. Jeff Thompsons 1st Division, Missouri State Guard. Han utnämndes i januari 1862 till kvartermästare och sergeant vid ett av sydstaternas artilleribatterier som sattes upp av kapten Robert C. McDonald vid New Madrid i Missouri. Han förflyttades därefter i augusti 1862 till 6th Missouri Infantry men vistelsen där blev kortvarig innan han förflyttades till Griswolds Missouri battery (13 Missouri Battery) som second lieutenant i Chalk Bluff. Enheten slogs senare samman med John S. Marmadukes kavalleriregemente i Arkansas och han deltog i striderna vid Little Rock i augusti–september och Pine Bluff 25 oktober 1863. Enligt svenska källor blev han efter Pine Bluff slaget utnämnd till löjtnant och adjutant samt utnämnd till överstelöjtnant 1863 och ordonnansofficer vid general John Marmadukes stab. Det finns emellertid inga noteringar om det i National Archives eller i Missouri State Archives, men om så var fallet bör han ha deltagit i Camden Expedition april–maj 1864 och Price's Missouri Expedition september–november 1864. Ytterligare uppgifter om hans deltagande i amerikanska inbördeskriget finns i en tidningsartikel då han intervjuades av en stockholmstidning några veckor efter att general Lee kapitulerade i april 1865. När Lee kapitulerade var Lybecker och hans enhet sysselsatta med försvar av ett mindre fort vid strandkanten av Missisippi och de fick ingen information om fredsuppgörelsen, varför han och hans grupp fortsatte kriget långt efter fredsuppgörelsen. Det var först i samband med att ett krigsskepp uppenbarade sig utanför fortet som de blev underrättade om freden och Lybecker  beordrade att sydstatsflaggan skulle halas. Som militär i amerikanska inbördeskriget är det bekräftat att han medverkade i ett tjugotal skärmytslingar 1861–1864. Han fick avsked från sydstatsarmén i samband med att den upplöstes 1865. Det finns inga uppgifter om varför han valde att enrollera sig på sydstaternas sida i kriget. Efter inbördeskrigets återvände han till S:t Louis där han var verksam inom flera olika yrken, bland annat som post- och banktjänsteman. Han var senare anställd vid Iron Mountain-järnvägen där han sålde av bolagets överflödiga markområden till emigranter. Det är oklart vilket år han lämnade Amerika, men man vet med säkerhet att han anställdes vid Lenna-Norrtelje Jernvägsaktiebolag som stationsföreståndare 1883. Han var först verksam vid stationen i Syninge 1884 innan han blev föreståndare och stationsinspektor i Finsta 1887. 

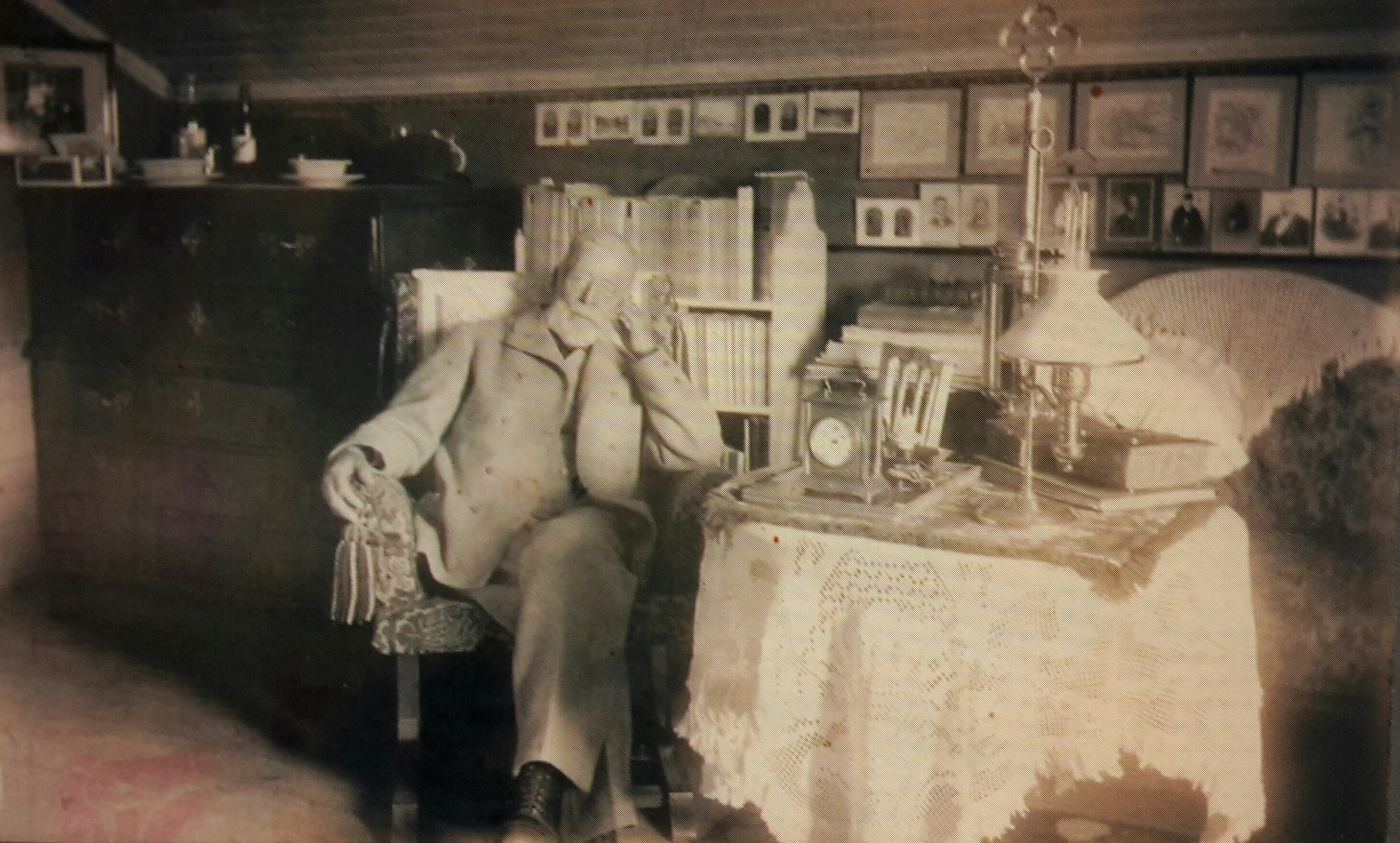
Louis Lybecker i sin tjänstebostad i Finsta

Delar av hans handlingar, korrespondens och anteckningar finns bevarade i Norrtälje stadsarkiv. Peter Nerman gav 1997 ut en dokumentär novell där en av huvudpersonerna har lånat drag av Lybecker; han beskrivs där som en ensling. Enligt en missuppfattning bland folk på orten skulle han vara en veteran från boerkriget. Lybecker är begravd på Skederids kyrkogård där en gravvård uppfördes av hans släktingar och officerskamrater 1997.